# Jules Roulleau
« Roulleau » redirige ici. Pour l’article homophone, voir Rouleau.
 (novembre 2015).
Si vous disposez d'ouvrages ou d'articles de référence ou si vous connaissez des sites web de qualité traitant du thème abordé ici, merci de compléter l'article en donnant les références utiles à sa vérifiabilité et en les liant à la section « Notes et références ».
Pierre Jules Roulleau est un sculpteur français, né le 16 octobre 1855 à Libourne (Gironde) et mort le 28 mars 1895 à Paris.

## Biographie
Jules Roulleau débute comme tailleur de pierre, puis entre à l'École des beaux-arts de Paris dans les ateliers de Jules Cavelier et de Louis-Ernest Barrias. Il obtient le deuxième prix de Rome en 1880.
Il est nommé chevalier de la Légion d'honneur en 1890. 
Il meurt le 28 mars 1895 en son domicile, au no 1, rue Rennequin dans le 17e arrondissement, et, est inhumé au Cimetière de Saint Ouen (10e division) et ses restes y reposent jusqu'à un sinistre survenu en 1946 où ils ont été transférés probablement dans l'ossuaire du Cimetière du Père-Lachaise. 

## Œuvres
Jules Roulleau fait de la statuaire d'hommes célèbres sa spécialité, produisant aussi des œuvres monumentales et des statues allégoriques parmi lesquelles :
- le Monument à Jeanne d'Arc à Chinon (1893),
- la statue de Nicolas Appert (1893) au musée des beaux-arts et d'archéologie de Châlons-en-Champagne.
- le Monument à Lazare Carnot à Nolay qui fait trois mètres de hauteur,
- le Monument à Théodore de Banville au jardin du Luxembourg à Paris,
- le groupe en marbre Léda et le Cygne au musée de Picardie à Amiens,

## Galerie

Œuvres de Jules Roulleau
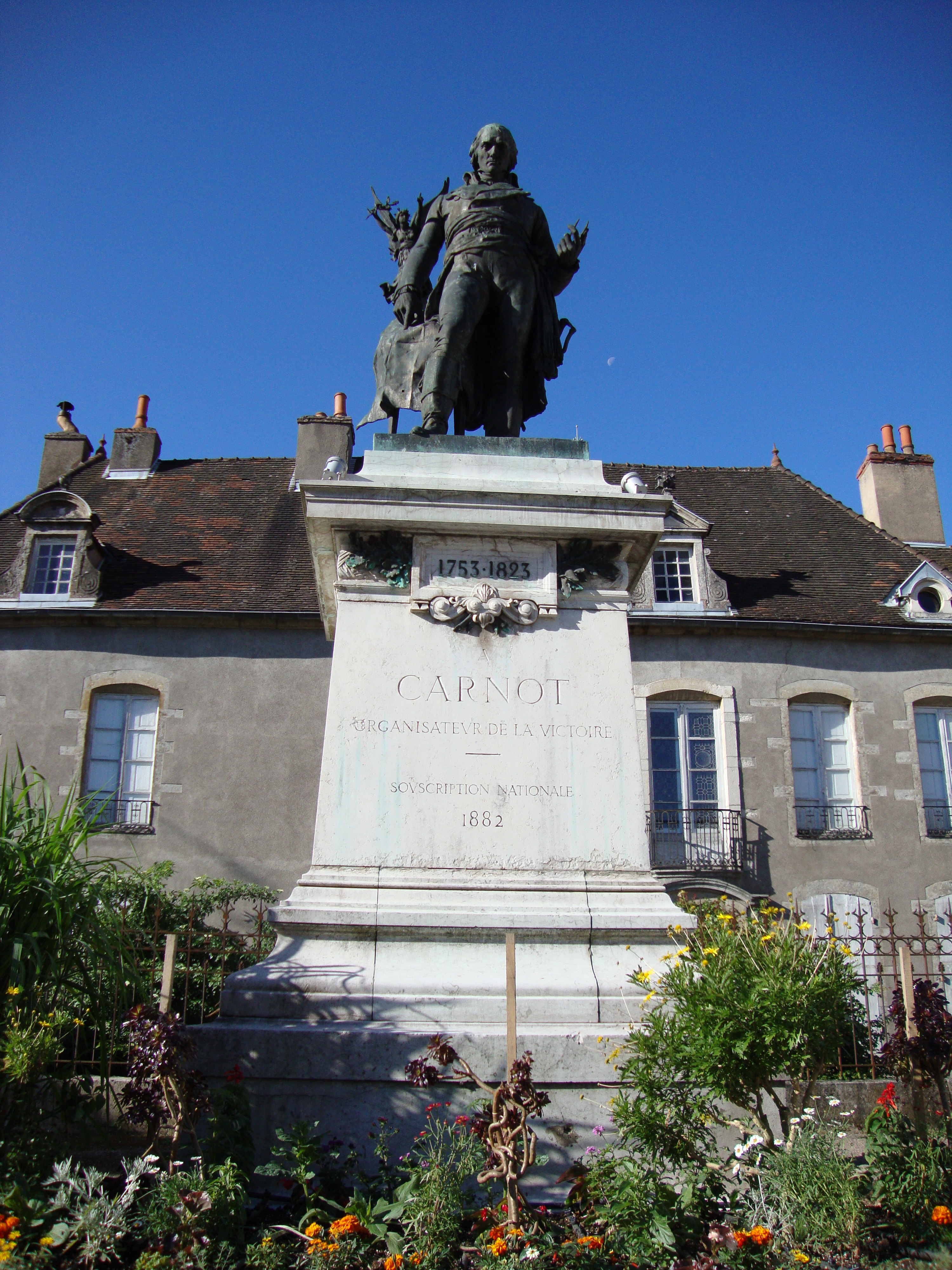
Monument à Lazare Carnot, Nolay.
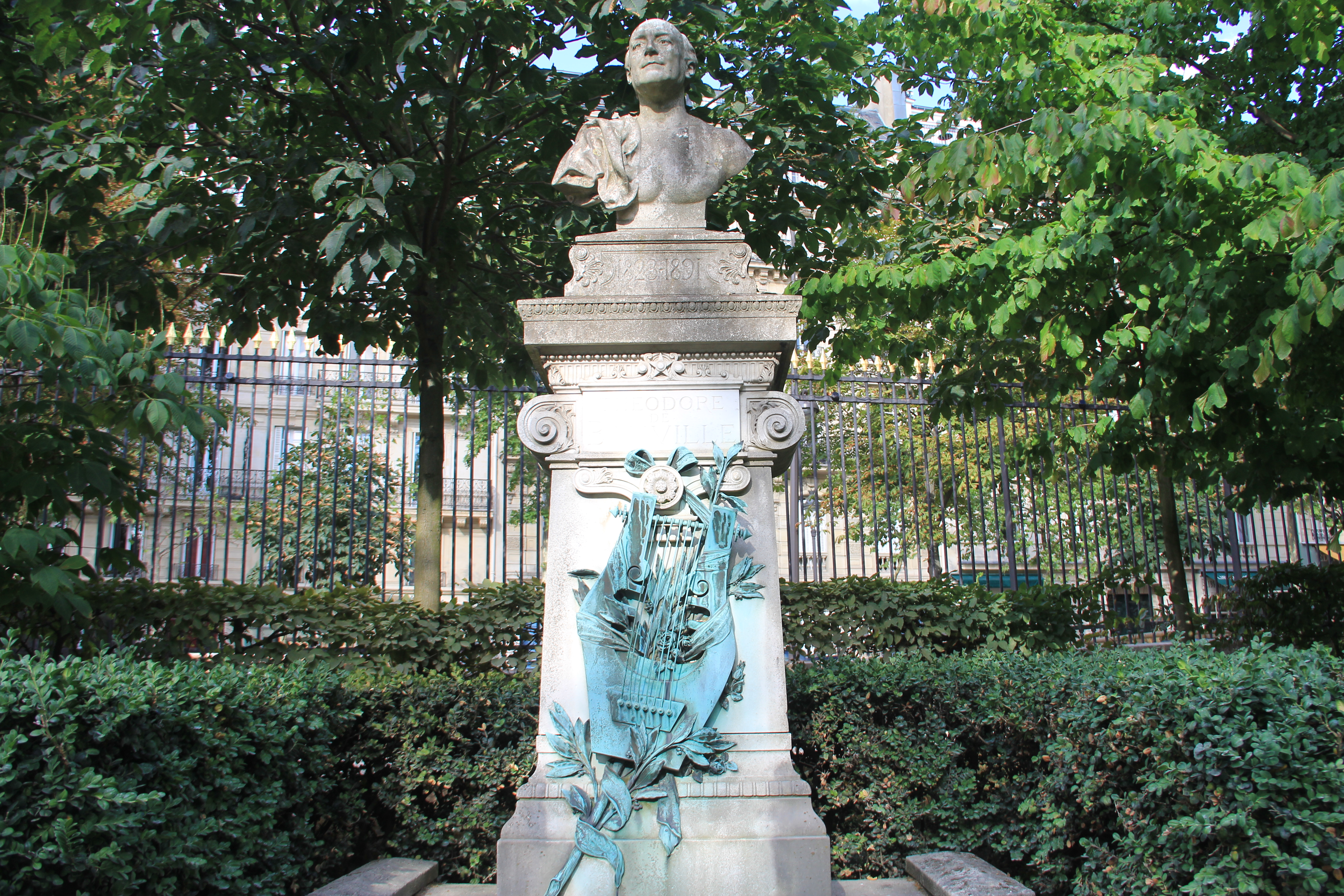
Monument à Théodore de Banville (détail), Paris, jardin du Luxembourg.
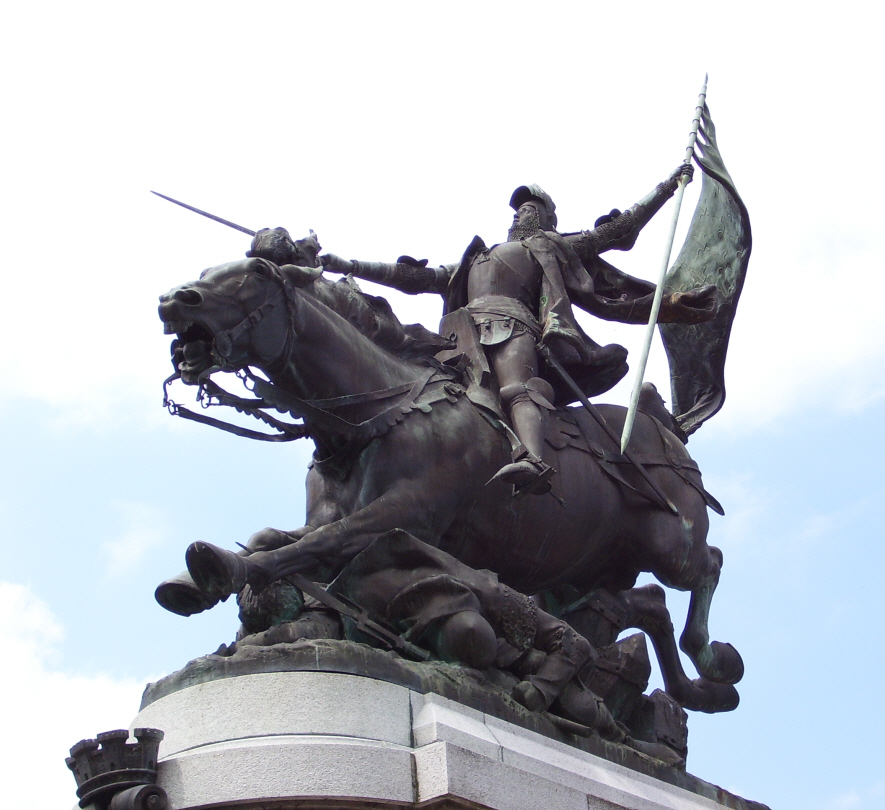
Monument à Jeanne d'Arc (1893, détail), Chinon.
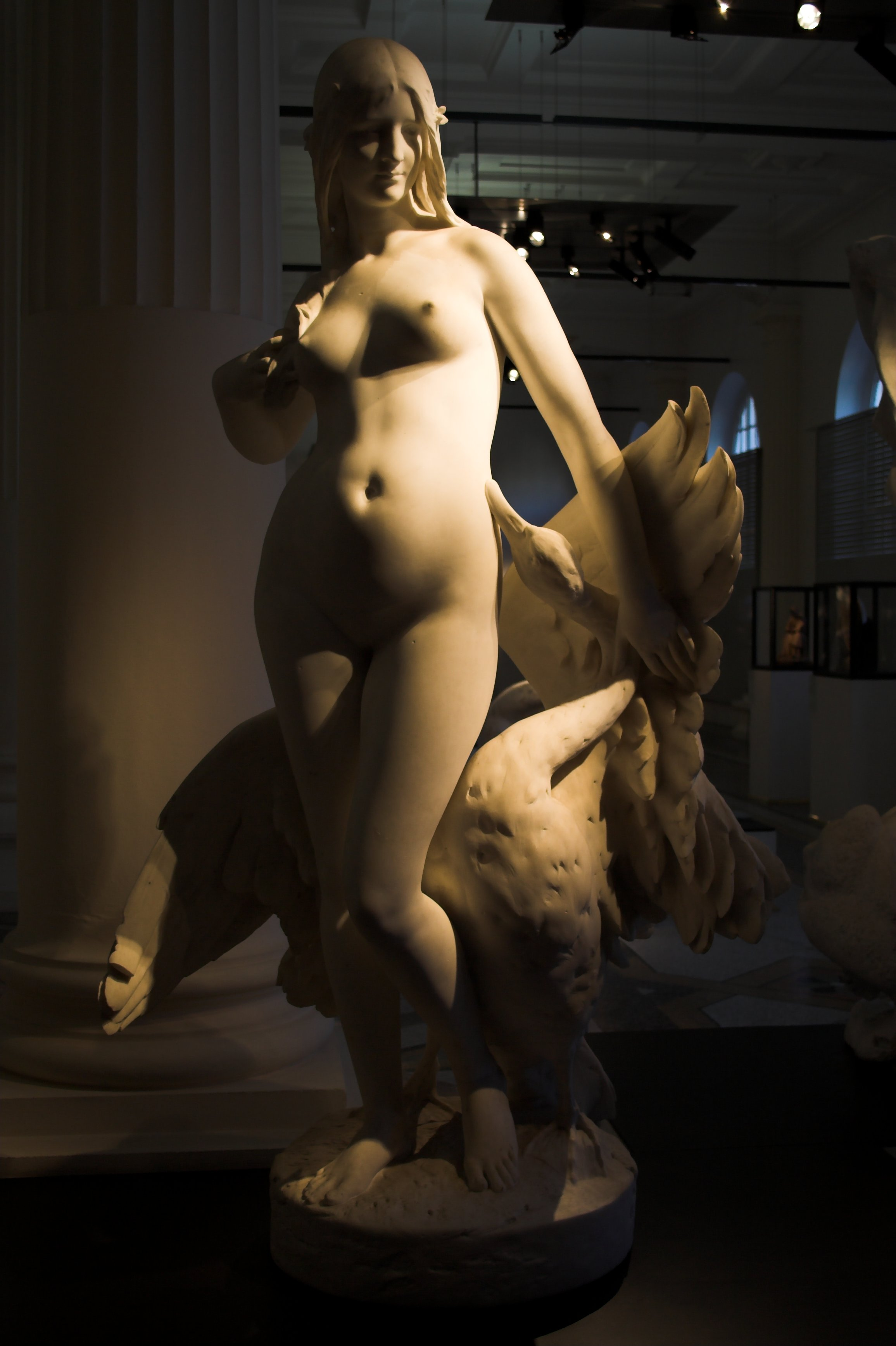
Léda et le Cygne, Amiens, musée de Picardie.